# Pierre-Suzanne Lucas de La Championnière
Pierre-Suzanne Lucas de La Championnière   (Nantes, 25 de setembre de 1769 - Brains, 22 de novembre de 1828) fou un cap vendeà de l'exèrcit de Charette durant les batalles de la Revolta de La Vendée i diputat de Loira Atlàntic.

## Biografia
Pierre-Suzanne era fill de Pierre Lucas de La Championnière, assessor del rei i mestre ordinari a la Cambra de Comptes de Bretanya, i de Madeleine Marguerite Berrouette des Tilleuls, germana de l'alcalde Jean-Jacques Berrouette. Casat el 1797 amb Marie Plumard de Rieux, era el sogre del metge i president del consell general del Loire-Inférieur Mériadec Laennec (fill de Guillaume François Laennec i primer cosí de René Laennec) i avi de Just Lucas de la Championnière.

## Batalles de la Vendée
El 10 de març de 1793, uns 1.500 joves de Brains, Pellerin i els voltants, armats amb piques i fals, van envair la propietat del Lucas de La Championnière, a Brains, convocant a Pierre-Suzanne Lucas de La Championnière per posar-se al seu cap per oposar-se a la prescripció decidida per la república. Tot i no tenir formació militar i escèptic sobre les possibilitats d'èxit de la insurgència, no va tenir més remei que acceptar. Serà l'únic supervivent de la seva família, els altres membres de la qual perdran durant la Gir de galerna: el seu pare serà mort en una baralla, la seva mare morta per l'esgotament, les seves germanes guillotinades a Alençon.
Després d'haver lluitat al costat de Louis-François Ripault de La Cathelinière, s'uní, a partir de l'octubre de 1793, a l'exèrcit de Charette, del qual comandarà la divisió del país de Retz. Es quedarà amb Charette fins que doni llibertat als seus oficials. Després es va presentar a Machecoul el 20 de febrer de 1796, uns dies abans de la captura de Charette.

Va descriure aquest període a les seves Memòries sobre la guerra de Vendée on va relatar la campanya que va realitzar, del 1793 al 1796, al capdavant dels seus homes per combatre les atrocitats, massacres i destrucció dels exèrcits republicans en sòl vendeà. Aquest document, escrit el 1798, no va ser publicat fins al 1904 pels nets de l'autor. De fet, la seva llibertat de to no encaixava bé amb la presentació ideal que feien els vendeans durant la restauració. Lucas de La Championnière escriu com a testimoni imparcial. Evoca, per descomptat, la destrucció sistemàtica del país iniciada per la República 
| « | "Els republicans confinats a Legé havien massacrat tots els habitants de la zona; els cadàvers de dones i nens, disposats a tots els pobles amb una simetria bàrbara, semblaven plorar per venjança". als seus parents que els van sobreviure, pàg. 73) | » |

. Però no amaga els abusos puntuals comesos pel seu propi camp i les dissensions entre realistes, en particular l'hostilitat envers els emigrants.

## Després de la guerra
Després de la guerra
Després de sis anys de procediment, Pierre-Suzanne Lucas de La Championnière, ara Lucas-Championnière, va aconseguir recuperar els béns no venuts de la seva família i va obtenir una amnistia el 1802. Va ser elegit alcalde de Brains, càrrec que va ocupar durant vint-i-cinc anys des de 1803 fins a la seva mort, conseller general i diputat del centredreta a Loira Atlàntic.
Hauria servit de model per a l'heroi d'una novel·la històrica de Jules Verne, Le Comte de Chanteleine.